# Philip Manshaus
Philip Manshaus, född 1997 i Oslo, är en norsk medborgare som har dömts för moskéattacken i Baerum 10 augusti 2019. Han avfyrade då skott mot personer i moskén men övermannades snabbt så att han inte hann skada någon allvarligt. Samma dag, strax innan attacken, mördade han sin sjuttonåriga styvsyster, som var adopterad från Kina. Vid attacken var han 21 år gammal. 
Han dömdes den 11 juni 2020 till 21 års fängelse för terrorbrott och mord och därefter förvaring så länge han anses farlig. Han kan tidigast släppas efter 14 år. 

## Biografi
Manshaus beskrivs som en förmögen och begåvad ung man som bland annat har varit ungdomsledare inom scoutrörelsen.
Han föddes i Oslo som yngst av tre bröder. Han växte upp i Bærum och bodde senare i Oslo. Föräldrarna skilde sig när han var fyra år gammal, och en månad efter att de separerade begick modern självmord.  Hans far hittade senare en ny partner med vilken han år 2003 adopterade en flicka som var född 2002 i Kina. Fadern drev en trädhuggningsverksamhet, där hans son Philip också arbetade. 
Manshaus inledde filosofie kandidatstudier i psykologi vid universitetet i Oslo 2016. Läsåret 2017/18 läste han vid Fosen Folkehøgskole, som är politiskt och religiöst oberoende. Han var medlem i en skytteklubb. Under rättegången förklarade Manshaus att han var uppvuxen med en ateistisk syn, men hade blivit laestadian omkring år 2018.

## Motiv och inspirationskällor
Motivet till både terroristdådet och mordet på systern var enligt domen rasism och högerextrema sympatier. Manshaus genomförde mordet eftersom han trodde att ett framtida raskrig i Norge är oundvikligt och ville skydda sina föräldrar mot att dödas av icke-europeer. Under häktningsförhandlingarna gjorde han Hitlerhälsning. I förhör har han sagt att ”målet var att döda så många som möjligt”. Enligt polisen var målet att skapa rädsla bland muslimer i Norge.
Han har före attacken varit aktiv på nätet med hyllningar till flera massmördare,  samt gjort inlägg som uppmanar till att fortsätta det som beskrivs som ett raskrig. Manshaus ideologi är hämtad ifrån Nasjonal Samlings ledare samt Norges nazistkollaboratör Quisling, som trodde på en egen påhittad biblisk rasideologi.[källa behövs] I nätforum har Manshaus hyllat Brenton Tarrant som genomförde moskéattacken i Christchurch. Den attacken tros ha inspirerat dådet då Manshaus liksom i Christchurchdådet hade hjälm med kamera för att kunna direktsända samt skjutvapen för att massakrera församlingsmedlemmar.
De sista två månaderna innan Manshaus syster mördades uttryckte hon oro över att hans inställning skulle övergå till aktivism. Detta framgår av meddelanden som hon skickade med IP-telefoni-programmet Discord till sin pojkvän. I meddelandena uttryckte hon frustration över vad hon tolkade som Manshaus nedlåtande tal om judar och muslimer. Den 28 juni skrev hon: ”Philip pratar om ras och renrasighet. Uppenbarligen är det vita som anses vara människor.” Den 1 juli skrev hon: ”Philip är så rasistisk och hatisk. Jag känner mig inte säker." Den 9 augusti skrev hon att ”[han] lyssnar på ett tal om hur smutsiga och otäcka kineser är som en ras. Kan du förstå vad jag går igenom? Det här är galenskap.” Den 6 augusti nämnde systern att Manshaus rum var fullt av nynazistisk propaganda, inklusive artiklar om masskjutningar. Dessa ska ha varit övertäckta av en norsk flagga. Dagen före mordet skrev hon: ”Min mamma pratade med pappa om Philip. Nästa dag tog [Philip] bort artiklarna från väggen. Sedan pratade han insmickrande med min mamma. Det lät inte äkta. Det trodde inte hon heller. Philip pratar nästan aldrig med henne.”
I Manshaus online-historik, som går tillbaka till 2017, fanns det ett antal sökträffar på terroristerna Anders Behring Breivik och Brenton Tarrant, alt-right-rörelsen, nazism, Waffen SS, jakt, ammunition, vapen, skjutningar i USA samt på incel-rörelsen.